# 波佩什蒂鄉 (雅西縣)

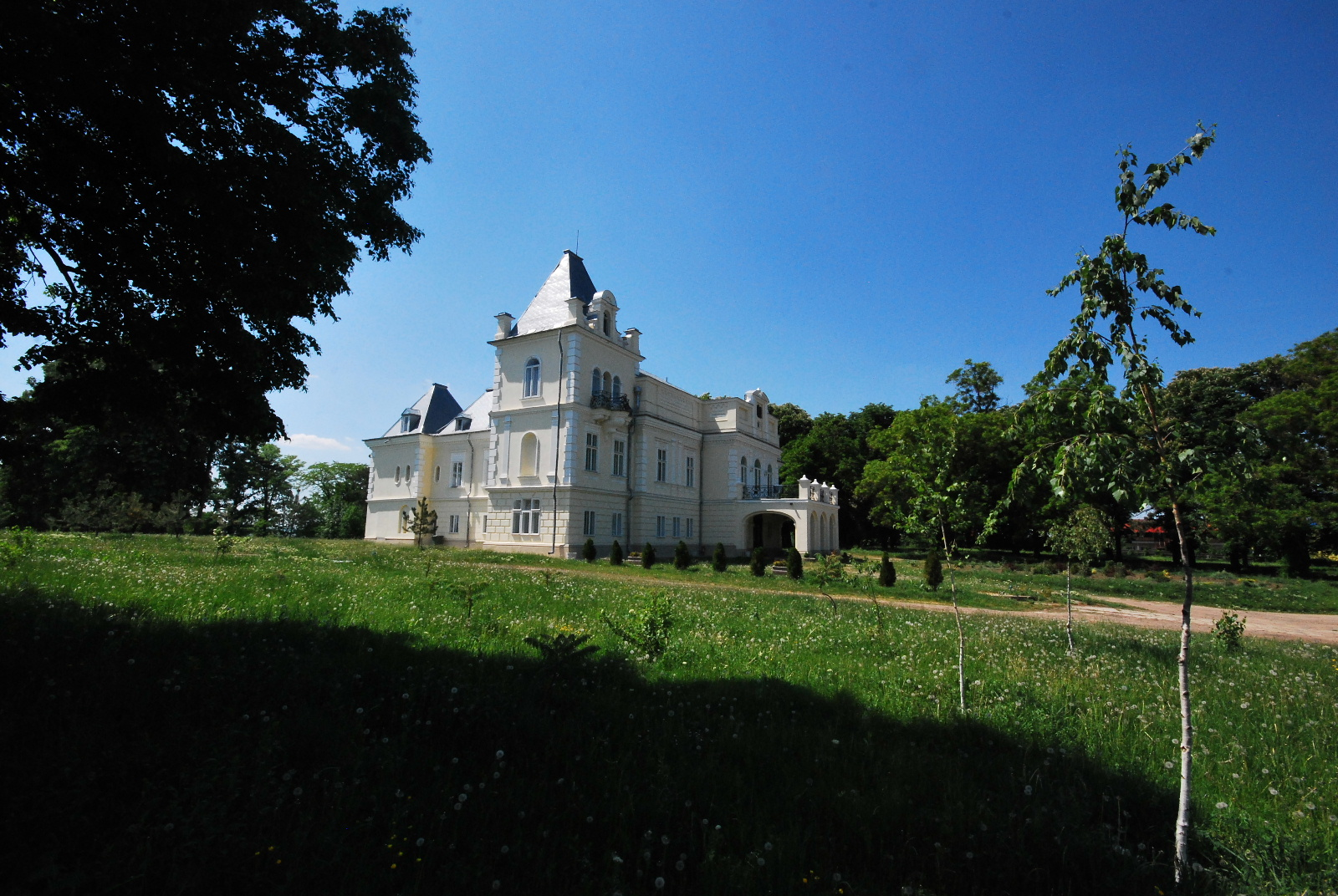

47°09′N 27°15′E / 47.150°N 27.250°E
波佩什蒂鄉（羅馬尼亞語：Comuna Popești, Iași），是羅馬尼亞的鄉份，位於該國東北部，由雅西縣負責管轄，面積73平方公里，海拔高度139米，2007年人口4,222，人口密度每平方公里58人。